# Tatort: Glück allein
Glück allein ist ein Fernsehfilm aus der Krimireihe Tatort, der erstmals am 2. Juni 2019 im ORF, im Programm Das Erste und auf SRF 1 ausgestrahlt wurde. Es ist die 1097. Folge der Reihe, der 45. Fall des österreichischen Ermittlers Moritz Eisner und der 21. gemeinsame Fall des Ermittlerteams Eisner/Fellner.

## Handlung
Obwohl sie der Innenminister persönlich von einem Fall fernhalten möchte, fahren Moritz Eisner und Bibi Fellner an einen Tatort und übergehen die entsprechende Anweisung ihres Vorgesetzten Ernst Rauter. Beim Haus des Nationalratsabgeordneten Raoul Ladurner finden sie diesen mit blutverschmierten Händen vor, für seine Frau kommt jede Hilfe zu spät, sie liegt erstochen in der Küche. Deren gemeinsame zehnjährige Tochter Jasmin ist lebensgefährlich verletzt und liegt im Koma.
Kommissarin Julia Soraperra, die auf Anordnung des Ministers den Fall ermitteln soll und wie der Abgeordnete aus Tirol stammt, erscheint überfordert. Zunächst deuten die Hinweise auf einen missglückten Raubüberfall mit Todesfolge, eine sogenannte Home Invasion. Eisner hegt allerdings Zweifel an dieser Theorie. Ladurner hat sich im Laufe seiner politischen Tätigkeit einige Feinde gemacht, die ihm und seiner Familie möglicherweise gerne schaden würden, darunter die ukrainische Geschäftsfrau Natalia Petrenko. Der Abgeordnete ist ihren Deals in einem Untersuchungsausschuss in die Quere gekommen und Eisner vermutet, dass sie den Raubüberfall in Auftrag gegeben haben könnte. Außerdem findet Fellner heraus, dass Ladurners erste Tochter drogenabhängig war und sich vor Jahren das Leben genommen hat.
Nachdem der gestohlene Schmuck aus dem Hause Ladurner bei einem Hehler auftaucht, wird einer der mutmaßlichen Einbrecher, der Ukrainer Maksym Kuptschyk, ausfindig gemacht. Der schweigt allerdings. Währenddessen erliegt Ladurners Tochter Jasmin im Krankenhaus ihren Verletzungen. Als sich herausstellt, dass auch ein Laptop mit Beweismaterial sowie Dokumente aus dem Hause Ladurner verschwunden sind, gerät Petrenko unter Tatverdacht. Nachdem Kuptschyk erhängt in seiner Zelle gefunden wurde, vermuten Eisner und Fellner, dass er sich nicht selbst umgebracht hat, sondern Petrenko dahinterstecken könnte. Soraperra gesteht inzwischen Rauter, dass sie eine Affäre mit Ladurner hat, woraufhin sie von dem Fall abgezogen wird.
Bei der Obduktion findet Gerichtsmediziner Kreindl heraus, dass Kuptschyk ermordet wurde. An der Leiche von Jasmin findet er Anzeichen für regelmäßigen Drogenkonsum; er vermutet, dass sie jemand vorsätzlich süchtig machen wollte. Ladurner erzählt den Ermittlern, dass seine Frau Ärztin war und schwer depressiv. Sie habe ihrer Tochter Medikamente verabreicht, was er erst viel zu spät bemerkt habe. Ladurner hatte, da er die Situation mit seiner Frau nicht mehr ertragen wollte, kürzlich die Scheidung eingereicht.
In einer Mülltonne wird schließlich die Kleidung von Kuptschyk gefunden, das Blut darauf stammt von Jasmin Ladurner. Rauter erklärt den Fall für gelöst. Die Ermittler finden allerdings heraus, dass Soraperra Petrenko das verschwundene und Petrenko belastende Material angeboten hat. Eisner vermutet, dass Petrenko dafür Kuptschyk aus dem Weg räumen sollte und Ladurner Soraperra dazu angestiftet haben soll. In den Petrenko belastenden Berichten findet sich auch immer wieder der Name des Innenministers Schennach. Der bietet Eisner seine volle Unterstützung bei der Überführung von Ladurner an; im Gegenzug dafür soll sein Name vollständig herausgehalten werden. Durch dieses „Entgegenkommen“ wird eine Verkabelung von Soraperra kurzfristig genehmigt und es gelingt so, ein Geständnis von Ladurner bezüglich der Anstiftung zum Mord aufzuzeichnen. 
Nicht seine Frau, sondern er selber hatte Jasmin die Drogen verabreicht, um sie gegen ihre Mutter aufzuhetzen. Am Tatabend spitzte sich die Situation so zu, dass das Mädchen mit einem Messer auf ihren Vater und seine Freundin (Soraperra) losging und dann auf ihre Mutter einstach. Als sie bemerkte, was sie getan hatte, rammte sie sich selber das Messer in den Bauch. Das Gespräch zwischen Ladurner und Soraperra eskaliert jedoch und Soraperra nimmt die Tatwaffe, die sie am Tatort unterschlagen und die ganze Zeit bei sich hatte und sticht auf Ladurner ein, der daraufhin ins Krankenhaus eingeliefert wird.

## Produktion und Hintergrund
Gedreht wurde der 21. gemeinsame Tatort-Fall von Eisner und Fellner vom 2. bis zum 30. März 2018 in Wien. Produziert wurde diese Tatort-Folge von der Epo-Film. Für den Ton zeichnete Peter Rösner verantwortlich, für das Szenenbild Katharina Haring und Nina Salak, für die Kostüme Theresa Kopf und für das Maskenbild Danijela Brdar.
Für Regisseurin Catalina Molina war dies der erste Film aus der Reihe Tatort, Uli Brée zeichnete zum siebenten Mal für ein Drehbuch zu einem ORF-Tatort verantwortlich. Cornelius Obonya  traf bereits in der Folge Granit auf Moritz Eisner, Adele Neuhauser spielte in dieser Folge die Ehefrau des Opfers.
Am letzten Drehtag wurden Harald Krassnitzer und Adele Neuhauser von der versteckten Kamera für Verstehen Sie Spaß? überrascht.

## Musik
- Wolfgang Amadeus Mozart: Eine kleine Nachtmusik[1]
- Wiktor Zoi (Kino): Gruppa krowi (Blood Type)
- Royalty Free: Soure

## Rezeption

### Kritiken
Thomas Gehringer befand bei tittelbach.tv, dass der Fall eher schwer nachvollziehbar sei, Spannung gewinne die Folge durch die Spannungen zwischen den Figuren. Gehringer urteilte: „Die Auflösung des Falls ist erschreckend und auch ein bisschen hanebüchen, aber Gerti Drassls Darbietung als überforderte Kommissarin lohnt jedenfalls das Einschalten.“
Ähnlich urteilte Ernst Corinth (RedaktionsNetzwerk Deutschland), der schrieb, dass der Zuschauer Mühe habe, „diese zuweilen hanebüchene Geschichte, dieses unglaubliche Wirrwarr aus Intrigen, Lügen und Liebe, zu durchschauen.“ Einiges komme so übertrieben und abstrus daher, dass man es einfach nicht glauben möge. In Anspielung auf die im Mai 2019 bekannt gewordene Ibiza-Affäre schrieb er, dass in Österreich, „wie wir jüngst gelernt haben, fast alles möglich“ sei „aber was hier dem Zuschauer aufgetischt wird, traut man unseren Nachbarn dann doch nicht zu.“
Christian Buß von Spiegel Online schrieb, dass die Folge auf den ersten Blick der Film der Stunde zum Politchaos in Österreich nach dem Strache-Video sei, er zeige die „kriminelle Energie in Österreichs Politik“, „wenn auch viel zu kunstbeflissen angesichts der schmutzigen Wirklichkeit.“ Während aber in Wahre Lügen konkret auf die damals geltende neue politische Farbenlehre angespielt worden sei, bleibe diese Folge in ihrem Versuch einer Tiefenbohrung in die politische Verfasstheit des Landes unverbindlich. „Gegen die unverstellte Unverfrorenheit der b'soffenen Geschichte auf Wodka und Red Bull hat dieses edel gedrechselte Schöngeist-Psychogramm mit Mozart und Bio-Rind einfach keine Chance.“
Astrid Ebenführer befand auf derStandard.at, dass diese Folge an einen realen Fall erinnere, nämlich jenen des steirischen Arztes Eduard L., der seine Kinder jahrelang gequält haben soll. Auch in dieser Folge haben Kinder ein Martyrium erlebt, wurden drogenabhängig gemacht. Das Türschild Trautes Heim, Glück allein an der Vorstadtvilla  trüge gewaltig. Als Vorbereitung für ihre Rolle habe sich Gerti Drassl Interviews mit den Kindern von L. angesehen.

### Einschaltquote
Die Erstausstrahlung von Glück allein am 2. Juni 2019 wurde in Deutschland von 7,42 Millionen Zuschauern gesehen und erreichte einen Marktanteil von 26,1 % für Das Erste.
Im ORF wurde die Erstausstrahlung von 874.000 Sehern verfolgt, der Marktanteil lag bei 30 Prozent.